# Bruno Kepi
Bruno Kepi (4 de Outubro de 1989, Albânia) é um futebolista albanês que joga como zagueiro pelo Bylis Ballsh da Albânia .